# Моисеевская (Верховский сельсовет)
Моисеевская — деревня в Верховажском районе Вологодской области.
Входит в состав Верховского сельского поселения, с точки зрения административно-территориального деления — в Верховский сельсовет.
Расстояние по автодороге до районного центра Верховажья — 33,5 км, до центра муниципального образования Сметанино — 11,5 км. Ближайшие населённые пункты — Скулинская, Кудрино, Новая Деревня.
По переписи 2002 года население — 3 человека.